# Ferdinand Ries
Ferdinand Ries (ochrzcz. 28 listopada 1784 w Bonn, zm. 13 stycznia 1838 we Frankfurcie nad Menem) – niemiecki pianista i kompozytor, starszy syn Franza Antona Riesa.

## Życie
Ferdinand spędził dzieciństwo w rodzinnym domu a pierwszych lekcji gry na skrzypcach i fortepianie udzielał mu ojciec. Od piątego roku życia gry na wiolonczeli uczył go słynny wiolonczelista Bernhard H. Romberg. Około 1797 roku spędził owocne dziewięć miesięcy w Arnsbergu, gdzie ukończył naukę gry na skrzypcach. W 1801 roku w Monachium studiował krótko pod okiem Petera von Wintera, zarabiając pieniądze dzięki kopiowaniu muzyki. Dzięki zarobkowi mógł opłacić wszystkie wydatki i zaoszczędził wystarczająco pieniędzy by, zaopatrzony w list polecający od ojca, udać się w październiku 1801 roku do Wiednia do L. van Beethovena. Beethoven przyjął syna swojego starego nauczyciela bardzo dobrze. Następne trzy lata Ries spędził w Wiedniu studiując u Beethovena, oraz tymczasowo pełniąc funkcję jego osobistego sekretarza oraz kopisty. Beethoven uczył Riesa gry na fortepianie, mimo to wysłał go na naukę kompozycji do J.G. Albrechtsbergera.
Beethoven zapewnił mu posadę pianisty u hrabiego Browne w Baden w 1802 roku oraz u księcia Lichnowskyego na lato 1805 roku. Ries zadebiutował jako uczeń Beethovena 1 sierpnia 1804 roku w Augarten (w dzielnicy Leopoldstadt). Wykonał III Koncert fortepianowy c-moll Op. 37 Beethovena ze swoją własną kadencją, i pomimo że Beethoven odradzał mu to – wykonał najtrudniejsze pasaże, dzięki którym, ku uciesze swojego mistrza, osiągnął sukces. Będąc obywatelem Bonn podlegał obowiązkowi służby wojskowej we francuskiej armii i we wrześniu 1805 roku, przez Pragę, Drezno i Lipsk, wrócił do Koblencji. Nie został jednak wcielony do armii, gdyż w dzieciństwie stracił oko z powodu ospy wietrznej. Udał się wówczas do Paryża, gdzie mieszkał przez kolejne dwa lata w kiepskich warunkach. W 1808 roku powrócił do Wiednia, gdzie na skutek nieporozumienia tymczasowo rozstał się z Beethovenem. Pozostał w Wiedniu przez rok. Przez następne kolejne cztery lata Ries koncertował po całej Europie. Najpierw Kassel, później Hamburg, Kopenhaga i Sztokholm, gdzie był we wrześniu 1810 roku. Był to bardzo szczęśliwy okres w życiu Riesa. W Sankt Petersburgu odnowił znajomość z Rombergiem, z którym odbyli wiele koncertów w całej Rosji. W lutym 1813 roku wrócił do Sztokholmu, gdzie został członkiem Szwedzkiej Królewskiej Akademii Muzycznej. W kwietniu tego roku wyjechał do Londynu, gdzie przebywał przez kolejnych 11 lat. Poznał tam Sir George’a Smarta oraz nauczyciela swojego ojca Johanna Petera Salomona. Ries zadebiutował w Londynie 14 marca 1814 i od tego momentu jego utwory stale pojawiają się w programach koncertów. 25 lipca 1814 poślubił Harriet Mangean (1796–1863). W 1824 roku zarobił wystarczająco pieniędzy by opuścić Londyn i powrócić do ojczystej Nadrenii. Przez trzy lata mieszkał w Godesbergu zanim powrócił do Frankfurtu.
Wspólnie z F.G. Wegelerem autor Biographische Notizen über Ludwig van Beethoven (wyd. Koblencja 1838).

## Wybrane utwory
Na orkiestrę
- 8 symfonii: D-dur Op. 23, c-moll Op. 80, Es-dur Op. 90, F-dur Op. 110, d-moll Op. 112, D-dur Op. 146, a-moll Op. 181, Es-dur WoO 30
- 5 uwertur
- Koncert skrzypcowy e-moll Op. 24 (koncert nr 1)
- osiem koncertów fortepianowych: Es-dur Op. 42, cis-moll Op. 55, c-moll Op. 115, D-dur Op. 120, C-dur Op. 123, a-moll Op. 132, As-dur Op. 151, g-moll Op. 177 (koncerty 2-9)[2]
- 6 utworów na fortepian i orkiestrę: Swedish National Airs with Variations Op. 52, Grand Variations on „Rule Britannia” Op. 116, Introduction et Rondeau Brillant Op. 144, Introduction et Variations Brillantes Op. 170, Introduction and Polonaise Op. 174, Introduction et Rondeau Brillant WoO54
- Koncert na dwa rogi WoO 19

Na fortepian solo
- 14 sonat fortepianowych
- 39 rond
- 3 rondoloetta
- 49 zbiorów wariacji
- 15 fantazji
- 22 walce
- 4 marsze

Wokalne
- Der Sieg des Glaubens Op. 157 – oratorium
- Die Könige in Israel Op. 186 – oratorium
- Requiem

## Literatura w jęz. polskim
- Wilfrid Blunt: Feliks Mendelssohn, PIW, Warszawa, 1979.
- George R. Marek: Beethoven, PIW, Warszawa, 1997.
- Encyklopedia muzyki, PWN, Warszawa, 1995.